# Cartierul Cornișa din Bacău
Cornișa este unul din cele 11 cartiere al municipiului Bacău. Se află în centrul orașului (Coordonate:46°33′05″N 26°54′59″E / 46.55139°N 26.91639°E ), lângă cartierele C.F.R., Centru, Bistrița-Lac, Izvoare, Tache și Republicii.